# Бердиха (Костромская область)
Бердиха — деревня в составе Конёвского сельского поселения Шарьинского района Костромской области России. 

## География
Деревня расположена на берегу реки Ветлуги.

## История
Согласно Спискам населенных мест Российской империи в 1872 году деревня относилась к 2 стану Ветлужского уезда Костромской губернии. В ней числилось 20 дворов, проживало 75 мужчин и 74 женщины.
Согласно переписи населения 1897 года в деревне проживало 192 человека (70 мужчин и 122 женщины).
Согласно Списку населенных мест Костромской губернии в 1907 году деревня относилась к Глушковской волости Ветлужского уезда Костромской губернии. По сведениям волостного правления за 1907 год в ней числилось 44 крестьянских двора и 260 жителей. Основным занятием жителей деревни был лесной промысел.

## Население
| 2008 | 2010 | 2014 |
| ---- | ---- | ---- |
| 16   | ↗17  | ↘13  |